# Phebellia
Phebellia – rodzaj muchówek z rodziny rączycowatych (Tachinidae).

## Wybrane gatunki
- P. agnatella Mesnil, 1955[1]
- P. aurifrons Chao & Chen, 2007[1]
- P. carceliaeformis (Villeneuve, 1937)[1]
- P. cerurae (Sellers, 1943)[2]
- P. clavellariae (Brauer & von Bergenstamm, 1891)
- P. curriei (Coquillett, 1897)[2]
- P. epicydes (Walker, 1849)[2]
- P. erecta (Sellers, 1943)[2]
- P. fulvipollinis Chao & Chen, 2007[1]
- P. glauca (Meigen, 1824)[3]
- P. glaucoides Herting, 1961[3][1]
- P. glirina (Róndani, 1859)
- P. helvina (Coquillett, 1897)[2]
- P. imitator (Sellers, 1943)[2]
- P. laxifrons Shima, 1981[1]
- P. nigripalpis (Robineau-Desvoidy, 1847)
- P. pauciseta (Villeneuve, 1908)
- P. pheosiae (Sellers, 1943)[2]
- P. setocoxa Chao & Chen, 2007[1]
- P. strigifrons (Zetterstedt, 1838)
- P. stulta (Zetterstedt, 1844)[3]
- P. trichiosomae (Sellers, 1943)[2]
- P. triseta (Pandellé, 1896)
- P. vicina (Wainwright, 1940)[3]
- P. villica (Zetterstedt, 1838)[3]